# Танат (Казталовський район)
Тана́т (каз. Таңат) — село у складі Казталовського району Західноказахстанської області Казахстану. Входить до складу Жанажольського сільського округу.
Населення — 44 особи (2021; 102 у 2009, 163 у 1999, 316 у 1989).